# Jürg Biner
Jürg Biner (ur. 15 sierpnia 1964 w Zermatt) – szwajcarski narciarz, specjalista narciarstwa dowolnego. Jego największym sukcesem jest srebrny medal w jeździe po muldach wywalczony podczas mistrzostw świata w Oberjoch. Jego najlepszym wynikiem olimpijskim było 10. miejsce w jeździe po muldach podczas igrzysk w Albertville. Najlepsze wyniki w Pucharze Świata osiągnął w sezonie 1988/1989, kiedy to zajął 25. miejsce w klasyfikacji generalnej, a w klasyfikacji jazdy po muldach był siódmy.
W 1994 r. zakończył karierę.

## Osiągnięcia

### Igrzyska olimpijskie
| Miejsce | Dzień     | Rok  | Miejscowość | Konkurencja      | Zwycięzca         |
| ------- | --------- | ---- | ----------- | ---------------- | ----------------- |
| 10.     | 13 lutego | 1992 | Albertville | Jazda po muldach | Edgar Grospiron   |
| 17.     | 16 lutego | 1994 | Lillehammer | Jazda po muldach | Jean-Luc Brassard |

### Mistrzostwa świata
| Miejsce | Dzień    | Rok  | Miejscowość | Konkurencja      | Zwycięzca         |
| ------- | -------- | ---- | ----------- | ---------------- | ----------------- |
| 2.      | 3 marca  | 1989 | Oberjoch    | Jazda po muldach | Edgar Grospiron   |
| 15.     | 13 marca | 1993 | Altenmarkt  | Jazda po muldach | Jean-Luc Brassard |

### Puchar Świata

#### Miejsca w klasyfikacji generalnej
- sezon 1986/1987: 55.
- sezon 1987/1988: 52.
- sezon 1988/1989: 25.
- sezon 1989/1990: 65.
- sezon 1990/1991: 127.
- sezon 1991/1992: 75.
- sezon 1992/1993: 73.
- sezon 1993/1994: 69.

#### Miejsca na podium
1. Hasliberg – 19 marca 1988 (Jazda po muldach) – 2. miejsce
2. Suomu – 23 marca 1989 (Jazda po muldach) – 2. miejsce
3. La Plagne – 15 grudnia 1989 (Jazda po muldach) – 3. miejsce